# Condado de Łęczna
Nota linguística: Não confundir hrabstwo (condado) com powiat (divisão administrativa)..
Łęczna (polaco: powiat łęczyński) é um powiat (condado) da Polónia, na voivodia de Lublin. A sede é a cidade de Łęczna. Estende-se por uma área de 633,75 km², com 57 335 habitantes, segundo o censo de 2005, com uma densidade de 90,47 hab/km².

## Divisões admistrativas
O condado possui:
Comunas urbana-rurais: Łęczna
Comunas rurais: Cyców, Ludwin, Milejów, Puchaczów, Spiczyn
Cidades: Łęczna

## Demografia
População (dados de 30 de Junho de 2005):
|          | Total   | Total | Mulheres | Mulheres | Homens  | Homens |
| -------- | ------- | ----- | -------- | -------- | ------- | ------ |
|          | pessoas | %     | pessoas  | %        | pessoas | %      |
| Total    | 57 335  | 100   | 29 111   | 50,8     | 28 224  | 49,2   |
| Cidades  | 21 815  | 100   | 11 137   | 51,1     | 10 678  | 48,9   |
| Povoados | 35 520  | 100   | 17 974   | 50,6     | 17 546  | 49,4   |